# اجیگاساوا، آئوموری
اجیگاساوا، آئوموری (به لاتین: Ajigasawa, Aomori) یک سکونتگاه مسکونی در ژاپن است که در استان آئوموری واقع شده‌است.

## خصوصیات
اجیگاساوا ۳۴۲٫۹۹ کیلومترمربع مساحت و ۱۰٬۹۴۹ نفر جمعیت دارد.